# Protandrena kansensis
Protandrena kansensis är en biart som beskrevs av Timberlake 1976. Protandrena kansensis ingår i släktet Protandrena och familjen grävbin. Inga underarter finns listade i Catalogue of Life.